# Ruth Lawrence
Ruth Elke Lawrence-Neimark (em hebraico:  רות אלקה לורנס-נאימרק; Brighton, 2 de agosto de 1971) é uma matemática britânica–israelense, professora associada de matemática do Instituto Einstein de Matemática da Universidade Hebraica de Jerusalém, pesquisadora sobre teoria dos nós e topologia algébrica. Fora da academia é mais conhecida por ter sido uma criança prodígio em matemática.

## Vida
Ruth Lawrence nasceu em Brighton, Inglaterra. Seus pais, Harry Lawrence e Sylvia Greybourne, foram ambos consultores de informática. Quando Ruth Lawrence tinha cinco anos de idade seu pai deixou de trabalhar e pode assim ser seu professor doméstico.

## Educação
Aos nove anos de idade Ruth Lawrence ganhou uma qualificação GCE Ordinary Level em matemática, estabelecendo um novo recorde de idade (superado mais tarde em 2001, quando Arran Fernandez recebeu o General Certificate of Secondary Education em matemática com cinco anos de idade). Também aos nove anos de idade ela obteve um grau A no GCE Advanced Level (Reino Unido) em matemática pura.
Em 1981 Ruth Lawrence passou no exame de admissão de matemática da Universidade de Oxford, ficando em primeiro lugar entre os 530 candidatos que participaram do exame, e ingressou em 1983 no St Hugh's College, Oxford, aos doze anos de idade.
Em Oxford, seu pai continuou a ser ativamente envolvido em sua educação, acompanhando-a em todas as aulas e em alguns tutoriais. Ruth Lawrence obteve o grau de Bacharelado em dois anos, ao invés dos três anos normais, e graduou-se em 1985 aos 13 anos de idade com um starred first e citação especial. Atraindo a atenção da imprensa, ela tornou-se a mais jovem pessoa britânica a receber um grau de primeira classe, e a mais jovem a se graduar na Universidade de Oxford nos tempos modernos.
Ruth Lawrence seguiu seu primeiro grau com um bacharelado em física em 1986 e um doutorado (DPhil) em matemática em Oxford em junho de 1989, com 17 anos de idade. O título de sua tese foi Homology representations of braid groups, orientada por sir Michael Atiyah.

## Carreira acadêmica
Seu primeiro posto acadêmico foi na Universidade Harvard, onde foi junior fellow em 1990 com a idade de 19 anos. Em 1993 foi para a Universidade de Michigan, onde tornou-se professora associada em 1997.
Em 1998 casou com Ariyeh Neimark, um matemático da Universidade Hebraica de Jerusalém, e adotou o nome Ruth Lawrence-Neimark. No ano seguinte assumiu o posto de professora associada de matemática do Instituto Einstein de Matemática, Universidade Hebraica de Jerusalém.

## Pesquisa
Seu artigo de 1990, "Homological representations of the Hecke algebra", no Communications in Mathematical Physics, introduziu, dentre outras coisas, algumas novas representações lineares do grupo de tranças — conhecido como representação de Lawrence–Krammer. Em artigos publicados em 2000 e 2001, Daan Krammer e Stephen Bigelow estabeleceram a fidelidade da representação de Lawrence. Este resultado passa pela frase "grupos de tranças são lineares."

## Prêmios e honrarias
Em 2012 ela tornou-se fellow da American Mathematical Society.

## Publicações selecionadas
- Lawrence, R.J., Homological representations of the Hecke algebra, Communications in Mathematical Physics, V 135, N 1, pp 141–191 (1990).
- Lawrence, R. and Zagier, D., Modular forms and quantum invariants of 3-manifolds. Asian Journal of Mathematics, V 3, N 1, pp 93–108 (1999).
- Lawrence, R. and Rozansky, L.,  Witten–Reshetikhin–Turaev Invariants of Seifert Manifolds. Communications in Mathematical Physics, V. 205, N 2, pp. 287–314 (1999).